# レチノトピー
レチノトピー (retinotopy) とは、視覚刺激に応答する神経細胞が持つ空間的な構造を表す。

## 概要
脳の多くの部位では、隣接する神経細胞の受容野は、視野上で少しだけ異なる位置にあり、大部分は重複した視野位置にある。こうした受容野の中心位置は、視野のいくつかの部分で規則的にサンプリングをするモザイクを作っている。このような規則的な配置は、視覚系の異なる階層のニューロンの結合に空間的選択性があることによって生じており、それぞれの階層にある細胞は視野上の地図 (map) を形成している (この地図をレチノトピックマップ (retinotpic map) と呼ぶ)。視覚野、脳幹の視覚関連の神経核 (上丘など)、視床 (外側膝状体や視床枕) など、視覚刺激に応答する脳の構造の多くは、レチノトピックマップを持つように構造化されており、これを視野マップ (visual field map) とも呼ぶ。
ヒトでの視野マップが発見されたのは、戦争での脳損傷に起因する神経学的症例をもとにしたもので、日本の眼科学者 Tatsuji Inouye (井上達二)  とイギリスの神経学者  Gordon Holmes が独立に発見した。彼らは、脳損傷の部位と視野欠損とのあいだに相関を見出した(歴史的な経緯については Fishman, 1997 を参照)。
視覚皮質の領野は、レチノトピックな境界によって定義されることもある。これは、それぞれの領野が視野の完全なマップを一つずつ含む、という基準に基づくものである。しかしながら、こうした基準を用いて視覚領野を定義するのが難しい場合もある (Rosa, 2002)。脳幹や皮質の視覚野のうち、比較的初期の処理が行われている部位は、レチノトピックマップに厳密にしたがった構造が見出される。他の領野では、ニューロンが大きな受容野を持っており、レチノトピーの性質はまだはっきりとは分かっていない (Wandell et al., 2005)。
視野マップ (レチノトピックマップ) は、多くの哺乳類の脳で見出される。ただし、大きさ、数、地図の空間的な配置などは、種間の差がある。
V1以外の領野でのレチノトピックマップは、より複雑になる。視野上の隣り合う位置が、同じ領野での隣り合う位置で表象 (represent) されているとは限らない。たとえば、第2次視覚野 (V2) では、視野上の水平線に沿って地図が分割され、上視野と下視野に対応する網膜の領域は、異なる部位の皮質に表象されている。第3次視覚野 (V3) や第4次視覚野 (V4)、第6次視覚野 (V6) では、視野マップはさらに複雑である。一般には、こうした複雑なマップは、視野の二次的な表象 (second-order representations of the visual field) と呼ばれ、V1におけるような一次の (first-order) の連続的な表象とは区別される(Rosa, 2002).